# کوسی آریتا
کوسی آریتا (ژاپنی: 有田 光成؛ زادهٔ ۶ سپتامبر ۱۹۹۳) یک بازیکن فوتبال اهل ژاپن است.
از باشگاه‌هایی که در آن بازی کرده‌است می‌توان به باشگاه فوتبال ماتسوموتو یاماگا اشاره کرد.